# Sibari
Sìbari (in greco antico: Σύβαρις?, Sýbaris) è una frazione del comune di Cassano all'Ionio, in provincia di Cosenza. Fu una delle più importanti città (poleis) della Magna Grecia sul mar Ionio, affacciata sul golfo di Taranto, tra i fiumi Crati (Crathis) e Coscile (Sybaris), riuniti a circa 5 km dal mare ma con foci indipendenti. La cittadella si basa su un'economia prevalentemente turistica.

## Storia
Sybaris fu fondata tra due fiumi, il Crati ed il Sybaris, alla fine dell'VIII secolo a.C. da un gruppo di Achei provenienti dal Peloponneso. Sibari si sviluppò rapidamente grazie alla fertilità del suo territorio dove si coltivavano olive, frumenti, frutta e si produceva olio. Secondo Strabone, Sìbari fu fondata da Is di Elice.
La città governò su quattro tribù e 25 città. Alla fine del VI secolo a.C. fu scossa da varie vicende politiche e, quando fu governata da Telys (Erodoto lo descrive come un tiranno), molti aristocratici furono costretti a fuggire a Crotone. Alla richiesta di Telys di consegnare gli esuli sibariti, i Crotoniati rifiutarono; i Sibariti, dunque, iniziarono la guerra con Crotone.
Nel 510 a.C., dopo una guerra durata 70 giorni, i Crotoniati, con 100000 uomini, guidati dal pluri-campione olimpico Milone, sconfissero nella battaglia di Nika l’esercito sibarita e dopo aver deviato uno dei fiumi conquistarono la città e la sommersero.
Secondo alcuni autori come Diodoro Siculo la città contava di una popolazione superiore a 300000 abitanti ed Erodoto, nel Geografia, racconta: "con le sue abitazioni, riempiva tutt'intorno, lungo il Crati, un cerchio di 50 stadi" (circa 9 km).
Nel 444-443 a.C. ci fu la fondazione panellenica di Thurii, dal nome di una fonte nelle vicinanze.
In seguito Thurii fu assoggettata dai Lucani. La città perse importanza e nel 193 a.C. i Romani vi dedussero una colonia, cui diedero nome Copia.
Nell'84 a.C. fu trasformata in municipio e in periodo imperiale, tra il I e il III secolo d.C., si sviluppò nuovamente.
Nel corso del V e del VI secolo iniziò a decadere per l'impaludamento della zona. Un secolo dopo l'area era completamente abbandonata.

## Tra mito e verità
Sibari era una delle colonie più fiorenti della Magna Grecia, ma aveva fama di essere una capitale del vizio.
Il termine Sibarita è ancora oggi sinonimo di ozio, lussuria, perfidia e sensualità. I Sibariti mantenevano stretti rapporti con Etruschi e Ioni, popoli noti per la loro inclinazione al piacere. Essi erano amanti dei bei vestiti e del buon cibo, organizzando spesso banchetti a spese dello Stato. Anche i piaceri sessuali avevano un ruolo importante nella vita della polis ed addirittura si narra che d'estate le donne si riunivano nelle logge per imparare le tecniche di seduzione da un'istruttrice.
Atheneo, storico greco del III secolo, ci racconta che una volta un ricco proprietario terriero ispezionando i suoi possedimenti nel solo osservare i propri schiavi lavorare la terra sotto il sole, fu colto da un mal di schiena così forte che svenne.
Strabone affermava che i sibariti oltre a essere lussuriosi erano anche perfidi e superbi.
Col tempo i miti ed i fatti si sono fusi in un solo corpus ed è difficile stabilire la verità storica. È probabile che alcune ricostruzioni fossero tratte da racconti orali, tramandati da generazioni, stravolgendo così la realtà degli accadimenti.
La leggenda narra che il fondatore della città, Is di Elice, prima di salpare per la fondazione si recò dall’oracolo di Delfi, dove gli fu indicata la rotta da seguire e dove gli fu detto che avrebbe fondato una delle città più fiorenti che il mondo avesse conosciuto, ma che essa sarebbe caduta inesorabilmente nell’oblio.

## Sibari nel presente
Sibari, come frazione del comune di Cassano all'Ionio, è sorta negli anni sessanta pochi km a nord dei siti archeologici di "Parco del cavallo", "Prolungamento Strada" e "Casabianca", contigui fra di loro, a cui si deve aggiungere "Stombi", leggermente distante da questi tre.
La crescita del centro abitato si deve alle bonifiche, finanziate dall'allora governo, attraverso l'azione del consorzio Opera Sila: lungo il basso corso del Crati si riportò alla luce la piana di Sibari, la più grande della Calabria. Sibari ha una forte propensione al turismo (ai Laghi di Sibari e alla Marina di Sibari vi sono vari villaggi turistici) e all'attività agricola.
La frazione ha una popolazione di circa 5000 abitanti e negli ultimi anni sono avvenuti molteplici tentativi di chiedere l'autonomia e di costituire Sibari Provincia, per risollevare la piana dalle sorti relegategli dal nucleo cosentino.
Negli anni ottanta e novanta ha conosciuto uno sviluppo grazie al turismo balneare e, in minor parte, al turismo culturale.
L'agricoltura produce agrumi, olive e riso.